# 陳景祥
陳景祥（英語：Chan King Cheung），1972年至1977年期間就讀英華書院。他其後入讀香港中文大學，為香港資深傳媒人，《信報》前總編輯。現任浸會大學傳理系教授。

## 簡歷
陳景祥於1986年加入《信報》，1991年年任《信報》助理總編輯，1993年擔任副總編輯，2003年出任總編輯。除了新聞界工作，陳景祥也積極投入新聞教育工作，現任教中文大學新聞與傳播學院碩士班課程；陳景祥現正任教香港中文大學新聞與傳播學院碩士班課程，曾擔任香港浸會大學新聞學院校外委員，以及香港公開大學中文傳播課程顧問。他也曾任香港電台電視部節目《城市論壇》代班主持。

## 學歷
1983年取得文學士學位，1993年獲哲學碩士（傳播）學位，2001年獲工商管理碩士。

## 外部連結
- 陳景祥 新浪微博（页面存档备份，存于）
- 陳景祥, Author at 灼見名家（页面存档备份，存于）